# Духовное управление мусульман Российской Федерации
 Централизованная религиозная организация «Духо́вное управле́ние мусульма́н Росси́йской Федера́ции» (ДУМ РФ) — общероссийская религиозная организация мусульман, муфтият. С момента учреждения в 1994 году председателем ДУМ РФ является муфтий шейх Равиль Гайнутдин. Резиденция находится в Москве. Представлено в Совете муфтиев России.

## История
Создано как Духовное управление мусульман Центрально-Европейского региона России в 1994 году в Москве. 9 декабря 1998 года на съезде было переименовано в Духовное управление мусульман Европейской части России (ДУМЕР).
21 сентября 2014 года на VI съезде организации было принято решение об её переименовании в Духовное управление мусульман Российской Федерации (ДУМ РФ), став одним из общероссийских муфтиятов.
По данным съезда Духовного управления от 23 сентября 2009 года, в его состав входят 367 местных и централизованных религиозных организаций мусульман из 37 регионов. К концу 2011 года, по сведениям отдела по работе с МРОМ (Местными религиозными организациями мусульман) Духовного управления, в юрисдикцию муфтията входят около 400 религиозных организаций в Центральном, Уральском, Южном, Северо-Западном, Приволжском федеральном округах.
В середине 2010-х годов, после того как ДУМ РФ стало общероссийским централизованным муфтиятом, Совет муфтиев России, в который входит ДУМ РФ, стал сугубо представительным органом ряда духовных управлений мусульман.

## Руководство
Резиденция ДУМ РФ находится в комплексе Московской соборной мечети. Высшим органом, принимающим решения, является Маджлис — съезд делегатов духовенства и прихожан духовных управлений мусульман в составе ДУМ РФ. Непосредственно деятельностью ДУМ РФ руководит Президиум и председатель. Председатель организации, согласно уставу, избирается раз в пять лет.

## Структура
В структуре ДУМ РФ: Аппарат (Департамент внутренних дел и Департамент образования и науки), Управление делами ДУМ РФ, Отдел строительства и архитектуры, протокольный отдел, секретариат ДУМ РФ, пресс-служба ДУМ РФ.

## Заместители председателя
Заместители председателя: первые заместители председателя — Дамир Гизатуллин, Дамир Мухетдинов, заместители председателя — Рушан Аббясов, Жафяр Фейзрахманов, Шамиль Аляутдинов, Ильдар Аляутдинов, Равиль Сейфетдинов, Ренат Ислямов, Ильдар Нуриманов, Фарит Фарисов, Рафик Фаттахетдинов.

## Средние и высшие учебные заведения
В ведении ДУМ РФ находится ряд средних и высших исламских учебных заведений: Московский исламский университет (ректор — Дамир Мухетдинов), Нижегородский исламский институт им. Х. Фаизханова (ректор — Дамир Мухетдинов), начальное медресе при Московской соборной мечети (директор — Джафар Файзрахманов), Московский исламский колледж (и. о. директора — Ислам Зарипов), начальное медресе при Исторической мечети Москвы (директор — имам-хатыб исторической мечети Москвы Хасан Фахретдинов), Нижегородское исламское медресе «Махинур» (директор — Абдулбари Муслимов), Нижегородское исламское медресе им. шейха Абдулджалила Биккинина (директор — Ренат Ислямов), Исламский колледж Московской области (ректор — Инсаф Камалов)

## Печатные органы
Официальный печатный орган ДУМ РФ — Всероссийская газета мусульман «Ислам минбаре» (главный редактор — к.и.н. Дамир Хайретдинов), издаётся с 1994 года; ИД «Медина» (Ген.директор — Ильдар Нуриманов); ИД «ЧИТАЙ» (Ген.директор — Ильшат Салахутдинов)

## Награды
Награда ДУМ РФ — медаль «За духовное единение».

## Взгляды
Идеологические воззрения высших и региональных лидеров ДУМ РФ неоднородны. Но большинство религиоведов отмечают реформаторский, обновленческий характер объединения, стремление возродить «нормальный ислам» в России после долгих лет изоляции от мировой уммы. Отсюда и толерантное отношение руководства к ваххабизму в его мирной форме. По мнению Р. А. Силантьева, идеологией ДУМ РФ и Совета муфтиев стал джадидизм — модернизаторское направление в российском исламе.

## Скандалы
14 февраля 2025 года прогремел скандал с заместителем главы ДУМ РФ Дамиром Мухетдиновым: историк и блогер Александр Дюков сообщил о том, что в кабинете Мухетдинова выставлена картина «Калка» пензенского живописца И. К. Акжигитова. На картине была изображена сцена монгольского пира после битвы на реке Калке 1223 года, когда монголы бросили пленных русских воинов на землю, придавили их щитами и уселись пировать поверх задыхавшихся русских воинов. На картине также был изображён стяг с ликом Христа, который монголы использовали вместо ковра, а один из воинов даже попирал его ногами. У Дюкова вызвало вопросы не только содержание картины, но и тот факт, что она висела в картине заместителя главы ДУМ (монголо-татары не исповедовали ислам до XIV века). Многие российские общественные деятели назвали демонстрацию картины проявлением ненависти к христианству (в том числе православию) и к русским со стороны ДУМ РФ. Мухетдинов утверждал, что не имел намерений кого-то оскорбить, а рассматривал полотно в «рамках осмысления общей истории народов Евразии». 20 февраля Мухетдинов всё же убрал картину из своего кабинета.